# Ole Fanger
Povl Ole Fanger (ur. 16 lipca 1934 w Vejlby, zm. 19 września 2006 w Syracuse) – duński naukowiec.
Był pracownikiem naukowym Duńskiego Uniwersytetu Technicznego w Lyngby koło Kopenhagi, twórcą na tej uczelni Międzynarodowego Centrum Środowiska Wewnętrznego i Energii, Prezydentem SCANVAC (skandynawskiej federacji specjalistów ogrzewnictwa, wentylacji i klimatyzacji).
Od 2004 r. oficjalnie na emeryturze. W ostatnich dniach swojego życia przebywał na Uniwersytecie w Syracuse (w stanie Nowy Jork), z którym w ostatnich latach był bardzo związany. Nie zdążył wygłosić zaplanowanego na wtorek 19 września publicznego wykładu. Zmarł w nocy z poniedziałku na wtorek o godz. 1:00 w Crouse Hospital.

Był żonaty i miał dwie córki.

## Badania komfortu cieplnego
Początkowo prowadził badania nad komfortem cieplnym. Stwierdził, że wymaganie stawiane inżynierom wentylacji, klimatyzacji i ogrzewnictwa, zapewnienia poczucia komfortu cieplnego w pomieszczeniu jest niemożliwe do zrealizowania. Bo samo poczucie komfortu jest pojęciem względnym i trudnym do opisania. Dlatego zaproponował, aby subiektywne odczucia użytkownika określić za pomocą wskaźnika, który nazwał PMV (od angielskiego skrótu predicted mean vote). Wskaźnik PMV posłużył do określenia oceny środowiska wewnętrznego (za ciepło – obojętnie – za zimno). Dopiero na jego podstawie można obliczyć przewidywany odsetek ludzi niezadowolonych z panujących warunków mikroklimatycznych PPD (od angielskiego skrótu predicted percentage of dissatisfied).
Badania prof. Fangera stały się podstawą do opracowania międzynarodowych norm, m.in. Polskiej Normy PN-85/N-08013 (Ergonomia. Środowiska termiczne umiarkowane. Określenie wskaźników PMV, PPD i wymagań dotyczących komfortu termicznego).

## Badania oceny jakości powietrza wewnętrznego (IAQ)
W czasie badań nad komfortem cieplnym, zespół prof. Fangera doszedł do wniosku, że samo utrzymanie optymalnej temperatury i wilgotności względnej w pomieszczeniu nie gwarantuje osiągnięcia poczucia komfortu użytkownika. Równie ważnym czynnikiem jest jakość powietrza w pomieszczeniu. Zapoczątkowana w ten sposób przez prof. Fangera nowa gałąź inżynierii Jakość Powietrza Wewnętrznego (IAQ – ang. Indoor Air Quality) rozwija się obecnie bardzo intensywnie i stała się nauką interdyscyplinarną. 

Źródłami zanieczyszczeń powietrza w pomieszczeniu mogą być organizmy żywe (np. produkty uboczne oddychania, pocenia się, grzyby, pleśnie), materiały budowlane i elementy wyposażenia wnętrz (np. rozpuszczalniki, impregnaty drewna, związki emitowane przez farby malarskie, azbest), systemy wentylacji i klimatyzacji (np. mikroorganizmy żyjące w nieczyszczonych przewodach wentylacyjnych), powietrze zewnętrzne (np. zanieczyszczenia chemiczne powietrza w dużych aglomeracjach miejskich) albo samo użytkowanie pomieszczeń (np. gotowanie, palenie tytoniu czy też nieprzestrzeganie zasad higieny osobistej). Prof. Fanger założył, że jeżeli związki chemiczne występujące w powietrzu wewnątrz budynków są poniżej dopuszczalnych poziomów, to ich rodzaj nie ma znaczenia przy określeniu komfortu użytkownika. Zanieczyszczeń jest zbyt dużo, aby rozpatrywać każdy z nich oddzielnie. Drugim założeniem było, że emisje "zapachowe" od różnych substancji zawsze się dodają.
Do określenia poczucia komfortu posłużono się sprawdzonym już wskaźnikiem PPD – procent ludzi niezadowolonych.

### Ocena zanieczyszczenia
Pomiar zanieczyszczenia powietrza można wykonać za pomocą czujników i urządzeń technicznych (spektrometry absorpcji w podczerwieni, spektrometry masowe, chromatografia gazowa). Takie rozwiązanie, oprócz wysokich kosztów, obarczone jest dużym błędem – czujniki mierzą stężenie jednego związku, podczas gdy w powietrzu może byś ich kilkaset. Ponadto inżynierowie mieli problem z interpretacją wypływu wielkości pomiarowych na reakcję człowieka. Zespół prof. Fangera zaproponował zastosowanie oceny subiektywnej – oceny wystawionej przez ludzi. Metoda ta – oparta na wskaźniku PMV – pozwala na ocenę całości zanieczyszczeń powietrza (nie tylko poszczególnych związków), nie ma problemów z interpretacją wyników (np. ból głowy, uczucie zmęczenia), "czujnik" może poruszać się po pomieszczeniu co znacznie zwiększa spektrum pomiarowe.

Ludzi oceniających stopień zanieczyszczenia powietrza (dobrze-obojętnie-źle) podzielono na dwie grupy:
- panel naiwny – to pracownicy badanego budynku,
- panel wytrenowany – to ludzie profesjonalnie zajmujący się oceną powietrza wewnętrznego.

### Nowe jednostki
Ponieważ do oceny komfortu jakości powietrza zostali zaangażowani użytkownicy budynków, należało stworzyć nową jednostkę do porównywania stopnia zanieczyszczenia powietrza. Prof. Fanger zaproponował, aby jako wzorcowe źródło emisji zanieczyszczeń przyjąć człowieka.
- 1 olf (z łac. olfacio - wącham) – strumień zanieczyszczeń wydzielany przez 1 standardową osobę dorosłą, w wieku średnim, powierzchni skóry 1,8 m², o standardzie higienicznym 0,7 kąpieli na dzień, zmieniającą codziennie bieliznę i pracującą w biurze lub w miejscu podobnym, w pozycji siedzącej.

|                                         | emisja          |
| --------------------------------------- | --------------- |
| osoba w pozycji siedzącej, lekka praca  | 1 olf           |
| osoba, aktywność średnia                | 5 olfów         |
| osoba, aktywność duża                   | 11 olfów        |
| osoba paląca (w trakcie palenia)        | 25 olfów        |
| osoba paląca (gdy nie pali)             | średnio 6 olfów |
| materiały budowlane, wyposażenie wnętrz | 0-0,5 olfa/m²   |

- 1 decypol (przedrostek decy z łac. decimus 'dziesiąty' i pollutio 'zanieczyszczenie') – stężenie zanieczyszczeń powietrza w pomieszczeniu wywołane obecnością 1 standardowej osoby przy przepływie przez pomieszczenie oraz idealnemu wymieszaniu 10 l/s świeżego powietrza.

|                                           | stężenie          |
| ----------------------------------------- | ----------------- |
| powietrze bardzo czyste (np. góry, morze) | 0,01 decypola     |
| umiarkowane zanieczyszczenie miast        | 0,05-0,3 decypola |
| duże miasta, podczas smogu                | > 1 decypola      |

### Poprawa jakości powietrza – wzrost efektywności pracy

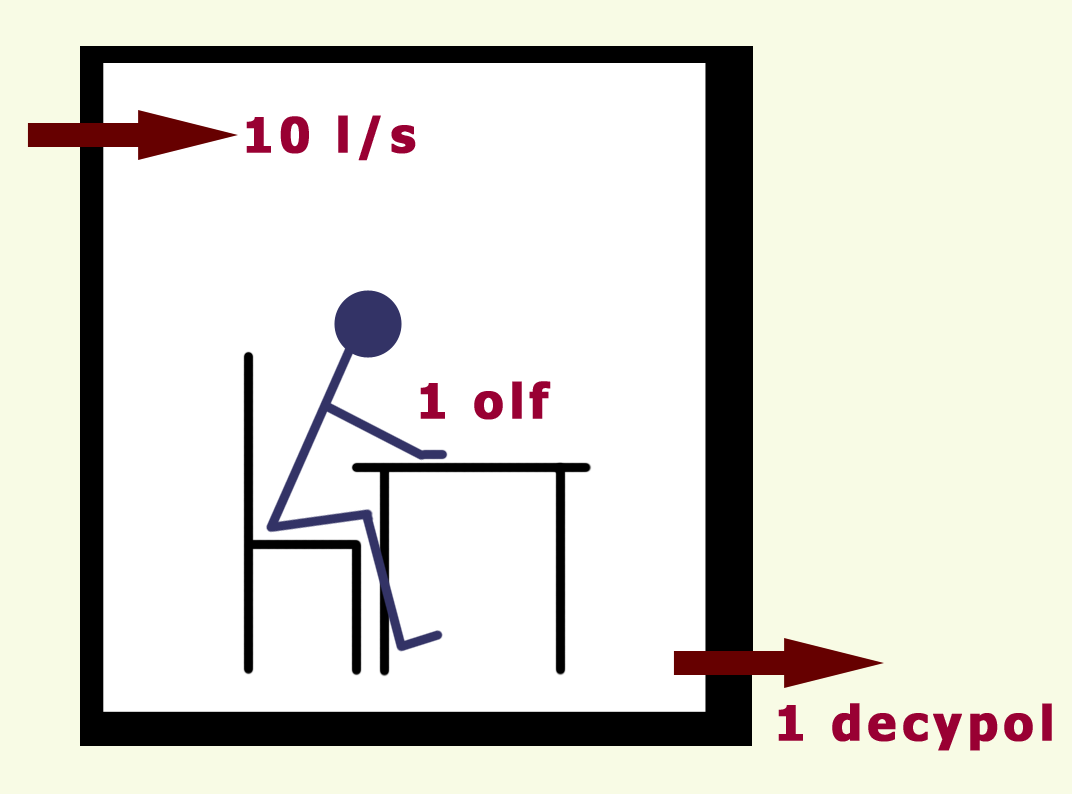
definicja decypola: stężenie zanieczyszczeń powietrza w pomieszczeniu wywołane obecnością 1 standardowej osoby przy przepływie przez pomieszczenie oraz idealnemu wymieszaniu 10 l/s świeżego powietrza

Badania prof. Fangera doprowadziły do poważnego zainteresowania się problemem jakości powietrza w budynkach biurowych. Z pierwszej analizy – metodą Fangera – amerykańskich inżynierów wynikało, że na 4,5 miliona przebadanych budynków (1,45 mld m²), tylko 20% spełniało wymagania standardów jakości, a 10% budynków nie nadawało się do korzystania – syndrom chorych budynków. W wyniku przeprowadzonych modernizacji (zmniejszenia emisji zanieczyszczeń wewnątrz budynków, poprawienie działania wentylacji itp.) uzyskano znaczną poprawę efektywności pracy ludzi (wzrost produktywności) poprzez: poprawę absencji w pracy, zmniejszenie kosztów leczenia, poprawę jakości pracy. Obliczono, że średni czas zwrotu przeprowadzonych modernizacji był mniejszy niż 2 lata.
Badania prof. Fangera doprowadziły do stworzenia modeli i symulacji komputerowych rozpływu powietrza w budynku (CFD) bez których nie istniały by współczesne instalacje klimatyzacyjne.

## Nagrody i odznaczenia
Badania Prof. Fangera posiadają światową rangę i przysporzyły mu 75 nagród naukowych w 28 krajach, w tym 12 doktoratów honoris causa, 18 medali i honorowych członkostw 16 stowarzyszeń zawodowych oraz członkostwa U.S. National Academy of Engineering i Royal Academy of Engineering w Wielkiej Brytanii. W Polsce w 1996 r. odznaczony Złotą Honorową Odznaką Polskiego Zrzeszenia Inżynierów i Techników Sanitarnych. W 2003 r. otrzymał tytuł doktora honoris causa Politechniki Śląskiej. 

## Publikacje
Ole Fanger jest autorem ponad 300 publikacji naukowych, wydawanych w 40 krajach świata. Jego rozprawa doktorska Thermal Comfort była kilka razy wznawiana i sprzedała się w ponad 13 tys. kopiach. Z najważniejszych publikacji ostatnich lat należy wymienić:
- Transient thermal sensation and comfort resulting from adjustment of clothing insulation – książkę z 2004, której współautorami są Tomonobu Goto, Jørn Toftum, H. Yoshino,
- Healthy buildings with moderate enthalpy and low pollution load – rozdział w opracowaniu Design, Construction, and Operation of Healthy Buildingspages z 1994 amerykańskiej organizacji ASHRAE.